# باروس
باروس (Πάρος) هي جزيرة في كيكلاديس في اليونان.
يبلغ عدد سكانها حوالي 5253 نسمة.

## أعلام
- أرخيلوخوس
- نوربانو سلطان
- سكوباس